# Trévires
Les Trévires (latinisé en Treveri) étaient un peuple celte du groupe belge, localisé dans l’est de la Gaule (Gaule belgique ou Belgica selon la terminologie des auteurs romains). Leur nom est à l'origine de la ville de Trèves en Allemagne.

## Localisation

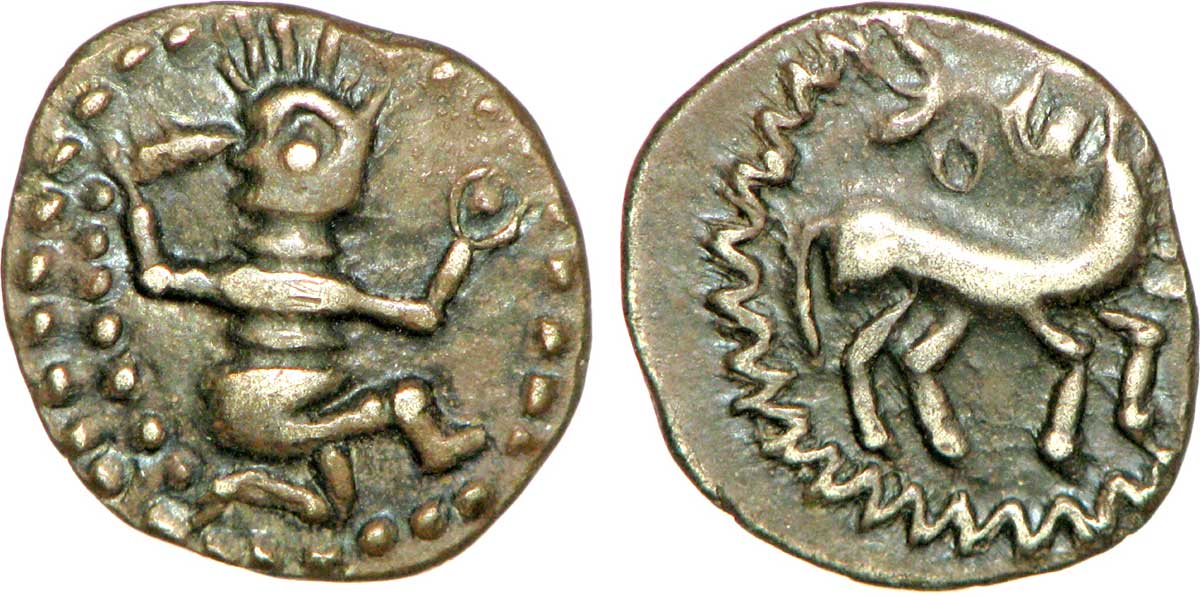
Denier d'argent “au personnage dansant” frappé par les Trévires. Date : c. 80-50 AC. Description avers : Personnage dansant à droite, la tête retournée, tenant un torque d’une main et un glaive de l’autre ; une ligne perlée entre la jambe et le bras ; grènetis. Description revers : Cheval à droite, retournant la tête en arrière ; grènetis ou listel chevronné.

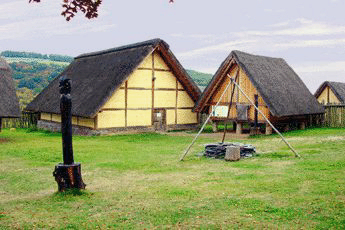
Reconstitution d'un habitat trévire à Altburg.

Le territoire des Trévires couvrait approximativement les actuels Sarre et Luxembourg et les régions avoisinantes ; il couvrait l'espace compris entre l'Ardenne et le Rhin.
Ils avaient pour voisins les Rèmes à l’ouest, les Médiomatrices au sud, les Vangions à l’est, les Ubiens et les Éburons au nord.
- Une possible  capitale des Trévires serait l'oppidum de Titelberg (ou Tietelberg ; Tëtelbierg en francique luxembourgeois) situé  sur l'un des nombreux promontoires que l'action de l'eau a modelé dans la cuesta ferrifère du sud du Luxembourg, ou bien l'actuelle Trèves (Trier en Allemand) située en Allemagne. Installé sur un plateau dominant la vallée de la Chiers à proximité de la frontière actuelle avec la France et la Belgique, l'oppidum de Titelberg  possédait un mur d'enceinte (de type analogue au murus gallicus) dont le tracé reprendrait pour partie celui de structures de fortification plus anciennes témoignant d'une occupation antérieure du site. Les fouilles menées depuis le milieu du XXe siècle ont permis de mettre au jour des constructions et du mobilier archéologique allant de la période hallstattienne jusqu'à l'Antiquité tardive, période durant laquelle l'oppidum, devenu après la Guerre des Gaules un vicus gallo-romain, est définitivement abandonné.  Trèves, ancienne colonie romaine, est fondée à l'époque romaine, en l'an 16 av. J.-C. sous le nom d'Augusta Treverorum, sur le site d'un chef-lieu (ou capitale ?) des Trévires.

- Les autres oppida (qui sont également des sanctuaires) seraient : Wallendorf, Kastel, le Martberg, le Donnersberg situés en actuelle Allemagne ainsi que la Tranchée des portes située à Etalle en Belgique[2].

- C’est sur le territoire des Trévires que se trouve le Hunnenring (improprement appelé le « rempart des Huns »), à Otzenhausen en actuelle Sarre. Il s’agit d'une enceinte dont le début de la construction date de la fin de la période de Hallstatt (Ve – VIe siècle av. J.-C.) à vocation défensive contre les peuples germains[3].

- Augusta Treverorum (l'actuelle Trèves) est la capitale à l’époque gallo-romaine, entre autres, du territoire précédemment sous domination des Trévires.

Selon Tacite, « Les Trévires et les Nerviens (2) sont les premiers à se dire issus des Germains » (Germania, paragr. 28)  parce qu'originaires des bords du Rhin, de la Germania superior.

## Histoire
Le groupe des Belges orientaux au sens des Commentaires sur la Guerre des Gaules de Jules César, à savoir les Trévires (Treveri), les Médiomatriques (Mediomatrici) et les Leuques (Leuci), affirment par leur histoire légendaire être originaire des bords du Rhin. L'étude de leurs différentes capitales successives, par Stéphane Fichtl, montre une translation progressive vers l'ouest, retrouvant ainsi un éloignement lent et progressif des contrées rhénanes.
Avant et après la conquête romaine, les cavaliers trévires semblent détenir une hégémonie sur le reste du groupe des Belges orientaux. La répression romaine à la suite de la révolte de Civilis en l'an 70 sonne le glas de cette domination. Concernant les Trévires et particulièrement pour Trèves, les traces des découpages administratifs gallo-romains sont encore observables à l'époque carolingienne, où les entités territoriales ou diocèses nés des anciennes vastes cités des Belges orientaux épousent quelque temps l'espace de la Lotharingie supérieure ou Lorraine primitive, en voie de rétraction.

### La Guerre des Gaules

La Guerre des Gaules.

Les Trévires sont mentionnés à de nombreuses reprises dans les Commentaires sur la Guerre des Gaules de Jules César.
Au début de l'intervention romaine en Gaule, les Trévires servent d'abord de cavalerie auxiliaire à César. Ils deviennent peu à peu menaçants, en 54 av. J.-C.
Indutiomaros, chef du parti anti-romain, parvient à éliminer son rival pro-romain, Cingétorix, en 54 av. J.-C. et prend la tête de la résistance aux Romains. Indutiomaros meurt lors d'une escarmouche, puis ses troupes sont battues. Cingétorix est rétabli sur le trône. Les Trévires ne participeront pas à l'armée de secours d'Alésia en 52 av. J.-C..

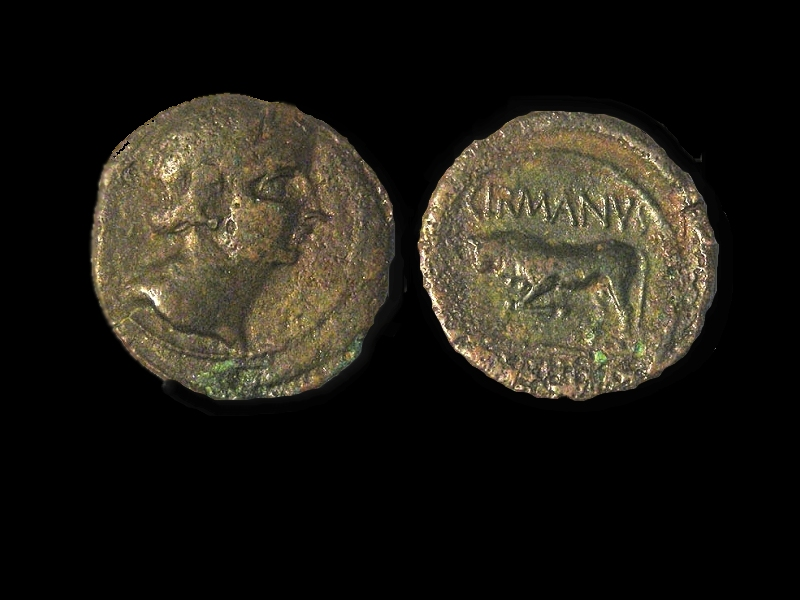
Quadrand de la tribu des Trévires.